# 5213 Takahashi
5213 Takahashi este un asteroid din centura principală, descoperit pe 18 martie 1990, de Kin Endate și Kazuo Watanabe.